# 아실기

케톤(왼쪽 위)의 일반적인 아실기(파란색), 아실륨 양이온(가운데 위), 아실 라디칼(오른족 위), 알데하이드(왼쪽 아래), 에스터(가운데 아래), 아마이드(오른쪽 아래). (R^{1}, R^{2}, R^{3} = 유기 치환기 또는 수소)

아실기(영어: acyl group)는 무기산을 포함한 산소산으로부터 하나 이상의 하이드록실기를 제거함으로써 유도되는 부분이다. IUPAC 이름은 알카노일기(영어: alkanoyl group)이다. 아실기(R–C=O)는 이중 결합 산소 원자와 알킬기를 포함하고 있다. 유기화학에서 아실기는 일반적으로 카복실산으로부터 파생되며, 이 경우 화학식 RCO–를 가지며, 여기서 R은 단일 결합으로 기(基)의 탄소 원자에 연결된 알킬기를 나타낸다. 이 용어는 거의 항상 유기 화합물에 적용되지만 아실기는 원칙적으로 설폰산 및 아인산과 같은 다른 유형의 산에서 파생될 수도 있다. 가장 일반적인 배열에서 아실기는 보다 더 큰 분자의 부분에 부착되며, 이 경우에 탄소 원자와 산소 원자는 이중 결합으로 연결된다.

## 화합물
잘 알려진 아실 화합물로는 염화 아세틸(CH3COCl) 및 염화 벤조일(C6H5COCl)과 같은 염화 아실들이 있다. 아실륨 양이온의 공급원으로 취급되는 이러한 화합물들은 다양한 기질에 아실기를 부착하기 위한 우수한 시약들이다. 아마이드(RC(O)NR2) 및 에스터(RC(O)OR′)는 케톤(RC(O)R) 및 알데하이드(RC(O)H)와 마찬가지로 아실 화합물의 부류이다.

## 아실륨 양이온, 라디칼 및 음이온

아실륨 이온의 공명 구조

아실륨 이온은 화학식이 RCO+인 양이온이다. 이들 양이온의 탄소-산소 결합 길이는 1.1 Å에 가까우며, 이는 일산화 탄소의 112.8 pm보다 짧고 삼중 결합의 특성을 나타낸다.
아실륨 이온의 탄소 중심은 일반적으로 선형 분자 기하와 sp 혼성 궤도를 가지며, 산소(탄소보다는)에 형식적인 양전하를 갖는 공명 구조[R–C≡O+]로 가장 잘 표현된다. 이것은 케톤의 EI 질량 스펙트럼에서 관찰되는 특징적인 단편이다.
예를 들어 아실륨 이온은 프리델-크래프츠 아실화 및 하야시 자리옮김과 같은 다른 많은 유기 반응에서 일반적인 반응성 중간생성물이다. 아실륨 이온을 포함하고 있는 염은 다음과 같이 할로젠화 아실로부터 할로젠화물을 제거하여 생성될 수 있다.
RC(O)Cl + SbCl5 → [RCO]+[SbCl6]–
아실 라디칼은 수소 원자의 추출에 의해 알데하이드로부터 쉽게 생성된다. 그러나 이들은 다음과 같이 알킬 라디칼을 제공하기 위해 급속한 탈카보닐화를 겪는다.
RC(H)=O → RC•=O → R• + C≡O
아실 음이온은 거의 항상 불안정한데 일반적으로 합성에 이용하기에는 너무 불안정하다. 이들은 쉽게 이합체화되어 엔다이올을 형성한다. 따라서 합성 화학자들은 다이싸이에인과 같은 다양한 아실 음이온 합성 등가물을 대리물로 개발했다. 그러나 부분적 예외로 다이알킬폼아마이드(예: 다이아이소프로필폼아마이드, HCONiPr2)는 염기로 리튬 다이아이소프로필아마이드를 사용하여 저온(−78 °C)에서 탈양성자화를 거쳐 이러한 온도에서 안정한 카바모일 음이온을 형성할 수 있다.

## 생화학에서
생화학 분자들의 모든 주요 부류에서 아실기를 많이 발견할 수 있다.
아실-CoA는 지방산 대사를 통해 형성되는 아실 유도체이다. 가장 일반적인 유도체인 아세틸-CoA는 많은 생합성 과정에서 아실기 공여체 역할을 한다. 이러한 아실 화합물은 싸이오에스터이다.
아미노산의 아실기 이름은 "-인(-ine)"을 접미사 "-일(-yl)"로 대체하여 형성한다. 예를 들어, 글리신(glycine)의 아실기는 글리실(glycyl)이고, 리신(lysine)의 아실기는 리실(lysyl)이다.
AMP(5'-아데닐산), GMP(5'-구아닐산), CMP(5'-사이티딜산), UMP(5'-유리딜산)과 같은 리보뉴클레오사이드 일인산의 아실기의 명칭은 각각 아데닐릴(adenylyl), 구아닐릴(guanylyl), 사이티딜릴(cytidylyl), 유리딜릴(uridylyl)이다.
인지질에서 포스파티드산의 아실기는 포스파티딜(phosphatidyl)이라고 한다.
많은 당류들도 아실화된다.

## 유기금속화학 및 촉매
아실 리간드는 일부 촉매 반응에서 중요한 많은 카보닐화 반응에서의 중간생성물이다. 금속 아실은 일반적으로 금속-알킬 결합에 일산화 탄소를 삽입하여 형성된다. 금속 아실은 또한 염화 아실과 낮은 원자가 금속 착물을 포함하는 반응 또는 유기 리튬 화합물과 금속 카보닐의 반응에서 생성된다. 금속 아실은 보통 2개의 공명 구조로 설명되며, 그 중 하나는 산소 중심의 염기성을 강조한다. 금속 아실의 O-알킬화는 피셔 카벤 착물을 생성시킨다.

## 명명법
아실기의 관용명은 일반적으로 아래의 표에 표시된대로 해당하는 카복실산의 관용명의 "-산(-ic acid)" 접미사를 "-일(-yl)" 또는 "-오일(-oyl)"로 대체하여 명명한다.
유기화학의 IUPAC 명명법에서 아실기의 계통명은 아래의 표에서와 같이 해당하는 하이드로카빌기의 계통명(또는 해당하는 카복실산의 계통명의 "-산(-oic acid)" 접미사)의 "-일(-yl)" 접미사를 "-오일(-oyl)"로 대체하여 명명한다.
아실기는 하이드로카빌기와 카복실산 사이에 위치한다.
"-일(-yl)"로 끝나는 하이드로카빌기의 이름은 아실기가 아니라 알케인에서 파생된 알킬기(예: 메틸기, 에틸기, 프로필기, 뷰틸기 등), 알켄에서 파생된 알켄일기(예: 프로펜일기, 뷰텐일기 등) 또는 알릴기(예: 벤질기)이다.
| 해당하는 하이드로카빌기의 이름 RC– | 해당하는 하이드로카빌기의 이름 RC– | 아실기의 이름 RC(O)–         | 아실기의 이름 RC(O)– | 해당하는 카복실산의 이름 RC(O)O-H | 해당하는 카복실산의 이름 RC(O)O-H |
| 관용명                             | 계통명                             | 관용명                       | 계통명               | 관용명                            | 계통명                            |
| ---------------------------------- | ---------------------------------- | ---------------------------- | -------------------- | --------------------------------- | --------------------------------- |
| 메틸기                             | 메틸기                             | 폼일기                       | 메탄오일기           | 폼산                              | 메탄산                            |
| 에틸기                             | 에틸기                             | 아세틸기                     | 에탄오일기           | 아세트산                          | 에탄산                            |
| 프로필기                           | 프로필기                           | 프로피오닐기                 | 프로판오일기         | 프로피온산                        | 프로판산                          |
| 뷰틸기                             | 뷰틸기                             | 뷰티릴기                     | 뷰탄오일기           | 뷰티르산                          | 뷰탄산                            |
| 프로펜일기                         | 프로펜일기                         | 아크릴릴기 또는 아크릴로일기 | 프로펜오일기         | 아크릴산                          | 프로펜산                          |
| 크로틸기                           | 뷰텐일기                           | 크로톤일기                   | 뷰텐오일기           | 크로톤산                          | 뷰텐산                            |
| 벤질기                             | 벤질기                             | 벤조일기                     | 벤조일기             | 벤조산                            | 벤조산                            |

## 아실 화학종
아실옥시기에서 아실기는 산소에 결합된다. R−C(=O)−O−R′, 여기서 R−C(=O)는 아실기이다.
아실륨 이온은 R−C+=O ⇄ R−C≡O+ 유형의 양이온이며, 하야시 자리옮김과 같은 유기 반응에서 중간생성물로서 중요한 역할을 한다.

## 같이 보기
- 아실화
- 작용기